# Diego José Benavente
Diego José Benavente Bustamante (Concepción, 12 febbraio 1790 – Santiago del Cile, 21 giugno 1867) fu Director Supremo Supplente del Cile dal 13 agosto al 1º settembre 1823.